# 瓦连京·帕夫洛夫
瓦連京·謝爾蓋耶維奇·帕夫洛夫（羅馬化：Valentin Sergeyevich Pavlov；1937年9月27日—2003年3月30日)，又譯巴甫洛夫，苏联总理和财务部长。

## 生平
1959年，帕夫洛夫开始在苏联财政部工作。勃列日涅夫时代，他成为苏联国家计划委员会金融部的负责人。戈尔巴乔夫时代，他担任了价格委员会主席，在雷日科夫第二届政府中担任财政部长。1991年，帕夫洛夫作为的国家紧急状态委员会成员参与了八一九政变，担任了苏联总理一职。苏联解体后成为一名银行家。
2003年3月30日在莫斯科逝世，享年65岁。

## 外部連結
- 华盛顿邮报上的讣告 （页面存档备份，存于）